# Radomír Šimůnek junior

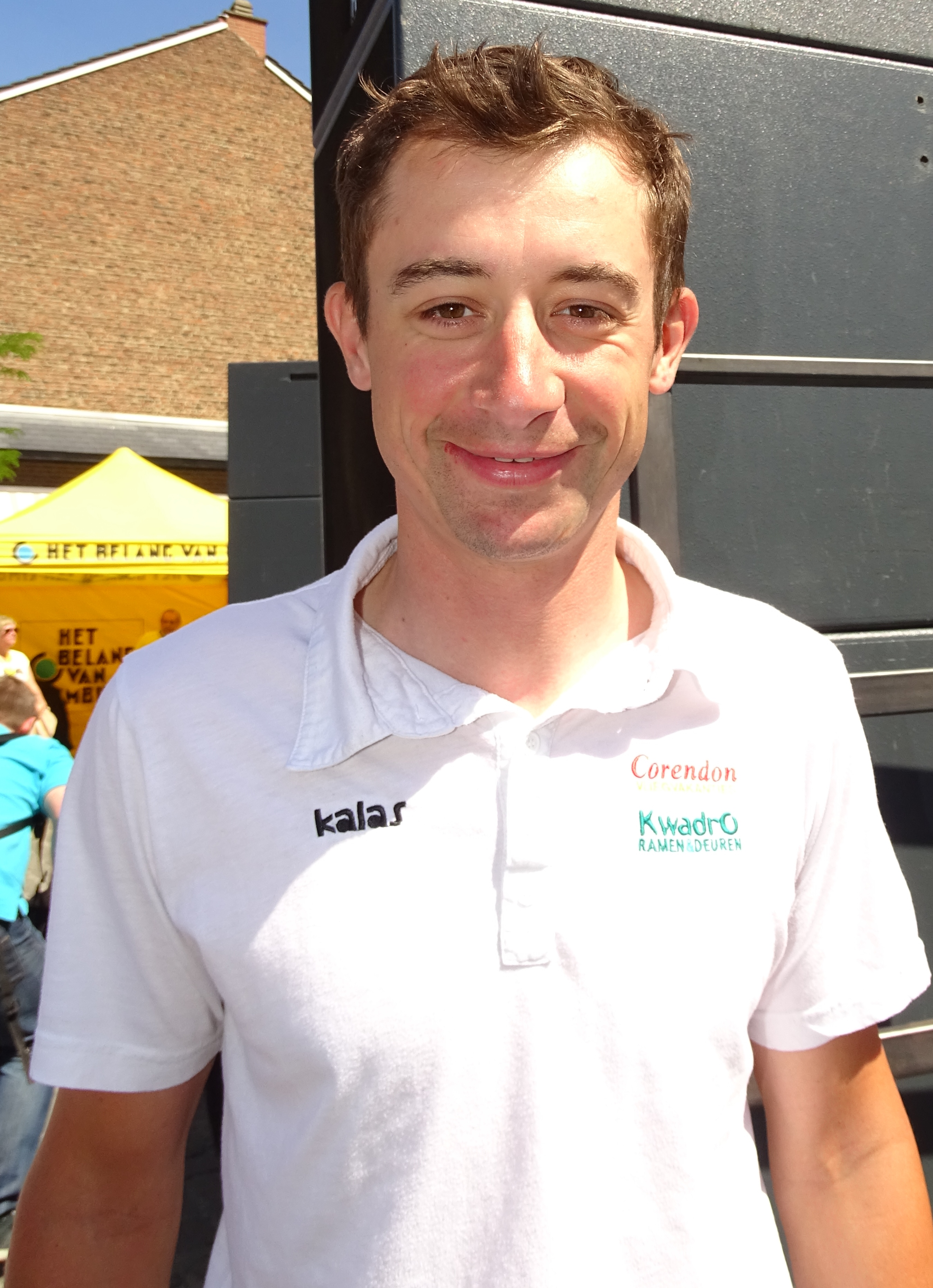
Radomír Šimůnek

Radomír Šimůnek junior (* 6. September 1983) ist ein ehemaliger tschechischer Radrennfahrer.
Šimůnek ist der Sohn des ehemaligen Cyclocross-Weltmeisters Radomír Šimůnek senior und erreichte seine wichtigsten Erfolge ebenfalls im Cyclocross, darunter in der Saison 2006/2007 den Sieg im UCI-Weltcup in Tábor und 2015/2016 der Titelgewinn bei der tschechischen Meisterschaft.
Auf er Straße fuhr Šimůnek von 2005 bis 2016 für verschiedene belgische UCI Continental Teams ohne besondere Ergebnisse zu erzielen.

## Erfolge
2000/2001
- Tschechischer Meister (Junioren)

2006/2007
- UCI-Weltcup, Tábor

2007/2008
- Scheldecross, Antwerpen

2010/2011
- Velká Cena Mešta Tábora, Tábor
- Scheldecross, Antwerpen

2012/2013
- TOI TOI Cup, Loštice

2015/2016
- Tschechischer Meister

## Teams
- 2005 MrBookmaker.com-SportsTech
- 2006 Palmans Collstrop
- 2007 Palmans Collstrop
- 2008 Palmans-Cras
- 2009 BKCP-Powerplus
- 2010 BKCP-Powerplus
- 2011 BKCP-Powerplus
- 2012 BKCP-Powerplus
- 2014 Corendon-Kwadro
- 2015 Corendon-Kwadro
- 2016 ERA-MurProtec